# ヘラル・エンカーナシオン
ヘラル・ルイス・エンカーナシオン（Jerar Luis Encarnación, 1997年10月22日 - ）は、ドミニカ共和国バヤグアナ出身のプロ野球選手。右投右打。MLBのサンフランシスコ・ジャイアンツ所属。

## 経歴

### プロ入りとマーリンズ時代
2015年9月にアマチュアFAでマイアミ・マーリンズと契約した。
2016年に傘下のドミニカン・サマーリーグ・マーリンズでプロデビューを果たした。
2017年は、ガルフ・コーストリーグ・マーリンズでプレーした。
2018年は、A-級のバタビア・マックドッグスとグリーンズボロ・グラスホッパーズでプレーした。
2019年は、A級のクリントン・ランバーキングスとA+級のジュピター・ハンマーヘッズでプレーした。オフにはアリゾナ・フォールリーグでプレーした。
2020年は、メジャーのスプリング・トレーニングに招待選手として参加したが、新型コロナウイルスの影響でマイナーリーグの試合が開催されなかったため、公式戦の出場はなかった。オフの11月20日にルール・ファイブ・ドラフトでの流出を防ぐために40人枠入りした。
2022年は6月19日のニューヨーク・メッツ戦でメジャーデビューを果たし、7回にセス・ルーゴから逆転満塁本塁打を放った。デビュー戦での満塁本塁打は、球団では2005年のジェレミー・ハーミッダ以来17年ぶりで、ドミニカ共和国出身選手に限れば史上初の快挙である。また、デビュー戦で満塁本塁打、外野からの補殺、盗塁の3つを記録したのはメジャー史上初である。この年はメジャーで23試合に出場し、打率.182、3本塁打、14打点を記録した。
2023年はAAA級ジャクソンビル・ジャンボシュリンプで開幕を迎えたが、7月21日に40人枠から外されマイナー契約となった。ジャクソンビルでは122試合に出場して打率.228、26本塁打、76打点という成績を記録したが、メジャー昇格の機会はなく、シーズン終了後の11月6日にフリーエージェント（FA）となった。

### メキシカンリーグ時代
2024年1月24日にリーガ・メヒカーナ・デ・ベイスボル（メキシカンリーグ）のオアハカ・ウォーリアーズと契約を結んだ。5月16日にMLB球団と契約するためFAとなった。

### ジャイアンツ時代
2024年5月16日にサンフランシスコ・ジャイアンツとマイナー契約を結んだ。8月2日にメジャー契約を結んでアクティブ・ロースター入りした。

## 詳細情報

### 背番号
- 64（2022年）
- 59（2024年 - ）